# 박성우 (정치인)
박성우(朴性宇, 1909년 4월 15일 ~ 1954년 2월 4일)는 대한민국의 정치인이다. 제2대 국회의원을 지냈다. 한국전쟁 때 납북되었다.

## 약력
- 상주공립농잠학교 졸업
- 대한농민회 중앙위원
- 제2대 국회의원

## 가족 관계
- 아들: 박두곤
- 딸: 박두연
  - 외손자: 이승하(시인, 중앙대학교 교수)

## 역대 선거 결과
|  | 34.83% |

|  | 27.39% |

## 참고자료
- 박성우 - 대한민국헌정회
- 〈"고향술 한잔 바치면 여한이 없겠다"〉《영양신문》(2005.8.20.)
- [깨진 링크(과거 내용 찾기)]